# Обоюдный нокаут
Обою́дный нока́ут, также двойной или взаимный нокаут (англ. double knockout, DKO) — крайне редкая ситуация в единоборствах, когда оба участника поединка одновременно оказываются в нокауте.

## Результат боя
В правилах разных видах единоборств нет единства в вопросе определения исхода поединка при обоюдном нокауте.
Согласно правилам любительского бокса и савата при обоюдном нокауте оба спортсмена признаются проигравшими нокаутом (DKO). В кикбоксинге, муай-тай, рукопашном бое, некоторых стилях карате (где разрешены удары в полный контакт) и тхэквондо WT при одновременном нокауте или получении травм, делающих невозможным продолжение поединка, победитель оценивается по числу набранных баллов до нокаута.
Правила смешанных единоборств — как любительские (установленные IMMAF), так и профессиональные (Единый свод правил смешанных единоборств) — не содержат непосредственного описания такой ситуации. На практике обоюдный нокаут может регламентироваться промоушенами либо разрешаться в индивидуальном порядке судьями матча.

## Известные случаи
- 4 июня 1912, Адольф Вольгаст[англ.] — Хосе Ибарра[англ.], профессиональный бокс, титульный бой в лёгком весе. Первый задокументированный случай обоюдного нокаута. В начале 13-го раунда оба спортсмена, нанеся друг другу серию ударов, одновременно упали в нокдаун. Рефери Джек Уэлш начал отсчёт и, досчитав до десяти, остановил бой — боксёры не поднялись в боевую стойку. Поскольку правил на этот случай не было, рефери принял решение объявить победителем действующего чемпиона Вольгаста, который к концу счёта начал приходить в себя. Это решение считается одним из самых спорных в истории бокса[3].
- 23 июня 2007, Грэй Мейнард — Роб Эмерсон, смешанное единоборство (TUF 5: Finale), бой в лёгком весе. Первый случай обоюдного нокаута в смешанных единоборствах. Мейнард неудачно выполнил бросок Эмерсона, ударившись головой о настил октагона, и потерял сознание, и рефери даже не сразу заметил это, оказывая помощь его нокаутированному сопернику. Бой признан несостоявшимся[4].
- 15 мая 2008, Аарон Уэзерспун — Энтони Лапсли, смешанное единоборство (KOTC: Opposing Force), титульный бой в полусреднем весе. На 18-й секунде второго раунда бойцы столкнулись головами и оказались в нокауте. Бой признан несостоявшимся.
- 16 мая 2008, Тайлер Брайан — Шон Паркер, смешанное единоборство (Legends of Fighting 25). Спортсмены одновременно нанесли друг другу удары кулаком в голову. Бой признан несостоявшимся.
- 4 февраля 2012, Брэйдон Уорд — Брэндон Бишоп, смешанное единоборство (Hardrock MMA 43), бой в лёгком весе. В ходе борьбы в партере соперники навалились на дверь клетки, которая была неисправна и внезапно открылась. Произошёл рингаут, спортсмены выпали из клетки и были дезориентированы вследствие падения. Бой признан несостоявшимся.
- 27 октября 2012, Матеуш Завадский[пол.] — Марчин Менцель, смешанное единоборство (Night of Champions), бой в лёгком весе. В середине первого раунда спортсмены столкнулись головами при одновременной попытке борцовского прохода. Присуждена техническая ничья.
- 9 марта 2013, Брэндон Александер — Аарон Бритт, смешанное единоборство (Galaxy Fight Night 4, любительский бой). Спортсмены одновременно нанесли друг другу удары кулаком в голову. Бой признан несостоявшимся[5].

## В культуре
Двойной нокаут упоминается в разных произведениях культуры и искусства.